# Глостер (Масачусетс)
Глостер (енгл. Gloucester) град је у америчкој савезној држави Масачусетс. По попису становништва из 2010. у њему је живело 28.789 становника.

## Демографија
Према попису становништва из 2010. у граду је живело 28.789 становника, што је 1.484 (4,9%) становника мање него 2000. године.
| Група             | 2000.          | 2010.          |
| Белци             | 29.117 (96,2%) | 27.100 (94,1%) |
| Афроамериканци    | 186 (0,6%)     | 239 (0,8%)     |
| Азијати           | 218 (0,7%)     | 258 (0,9%)     |
| Хиспаноамериканци | 449 (1,5%)     | 787 (2,7%)     |
| Укупно            | 30.273         | 28.789         |